# Hertogdom Anhalt-Dessau-Köthen
Het hertogdom Anhalt-Dessau-Köthen (Duits: Herzogtum Anhalt-Dessau-Köthen) was een Duitse staat die bestond van 1853 tot 1863. Het land was lid van de Duitse Bond. Het land werd geregeerd door het huis Anhalt-Dessau, uit de dynastie van de Ascaniërs. De hoofdstad en het hof waren gevestigd in Dessau. Andere residenties waren Mosigkau, Oranienbaum, Zerbst en Köthen.
Anhalt-Dessau-Köthen lag in midden-Duitsland en bestond uit twee van elkaar gescheiden gebieden met een aantal kleinere exclaves. Het grootste deel van het land, met de steden Dessau, Zerbst en Köthen, lag aan beide zijden van de rivier de Elbe. Het landsdeel rond Sandersleben en Warmsdorf werd van de rest van het land gescheiden door Anhalt-Bernburg.
Anhalt-Dessau-Köthen ontstond in 1853 door de vereniging van Anhalt-Dessau en Anhalt-Köthen. In 1847 was hertog Hendrik van Anhalt-Köthen kinderloos overleden en had Leopold IV Frederik van Anhalt-Dessau diens hertogdom geërfd. Voor 1853 werden de hertogdommen in personele unie bestuurd. In 1863 erfde Leopold IV Frederik ook Anhalt-Bernburg en werd heel Anhalt verenigd tot een staat.

## Geschiedenis
De staat ontstond toen Leopold IV Frederik zijn hertogdom Anhalt-Dessau op 22 mei 1853 formeel verenigde met het hertogdom Anhalt-Köthen, dat hij in 1847 van de zonder erfgenamen gestorven hertog Hendrik had geërfd. Evenals zijn voorgangers behoorde Anhalt-Dessau-Köthen tot de Duitse Bond en de Zollverein.
In het nieuwe hertogdom vond een reorganisatie plaats van het binnenland bestuur. Er werden drie kreisen gevormd:
- Dessau
- Zerbst
- Köthen

Op 1 oktober 1859 werd een Landschaftsordnung voor heel Anhalt ingevoerd, welke dus vooruitliep op de hereniging van 30 augustus 1863 na de kinderloze dood van hertog Alexander Karel, hertog van Anhalt-Bernburg. Nu waren de Anhaltse landen herenigd onder de titel hertogdom Anhalt. De eerste landdag van het verenigde hertogdom kwam op 26 november 1863 bijeen.

## Hertogen
- 1853-1863: Leopold IV Frederik